# 1-ша армія (Третій Рейх)
Не варто плутати з 1-ю німецькою армією часів Першої світової війни
1-ша а́рмія (нім. 1. Armee) — польова армія Вермахту в роки Другої світової війни.

## Історія
1-ша польова армія Вермахту (1. Armee) сформована 26 серпня 1939 року на базі штабу 12-го корпусного округу. З'єднання армії в період Польської кампанії здійснювали оборону в районі Західного валу.
З початку Західної кампанії 1-ша армія обороняла позиції проти військ лінії Мажіно. 14 червня 1940 року з'єднання армії прорвали цю оборонну смугу на південь від Саарбрюкена, а 19 червня прорвали її південніше Вурта. До 21 червня 1940 року частини 1-ї армії завершили успішну операцію по знищенню противника в районі Мозеля у Вогезах.
Після закінчення кампанії у Франції 1-ша армія брала участь в окупації країни, а з травня 1942 року здійснювала оборону демаркаційної лінії і атлантичного узбережжя в Південній Франції. З 1 серпня 1944 року частини армії з оборонними боями відходили з Луаре і Шампані в район Меца. Надалі вони відступали до Лотарингію і до Західного валу.
У березні 1945 року 1-ша армія була оточена в районі Кайзерслаутерна, але її з'єднання прорвали кільце оточення і відступили до Дунаю в Баварії, де врешті-решт 8 травня 1945 вони капітулювали американським військам.

## Командування

### Командувачі
- генерал-полковник Е. фон Віцлебен (нім. Erwin von Witzleben) (26 серпня — 24 жовтня 1940);
- генерал-полковник Й. Бласковіц (нім. Johannes Blaskowitz) (24 жовтня 1940 — 3 травня 1944);
- генерал танкових військ Й. Лемелсен (нім. Joachim Lemelsen) (3 травня — 4 червня 1944);
- генерал від інфантерії К. фон дер Шевалері (нім. Kurt von der Chevallerie) (4 червня — 6 вересня 1944);
- генерал танкових військ О. фон Кнобельсдорф (нім. Otto von Knobelsdorf) (6 вересня — 31 жовтня 1944);
- генерал від інфантерії К. фон Тіппельскірх (нім. Kurt von der Chevallerie) (31 жовтня — 11 листопада 1944, ТВО);
- генерал танкових військ О. фон Кнобельсдорф (нім. Otto von Knobelsdorf) (11 — 30 листопада 1944);
- генерал від інфантерії Г. фон Обстфельдер (нім. Hans von Obstfelder) (30 листопада 1944 — 28 лютого 1945);
- генерал від інфантерії Г. Ферч (нім. Hermann Förtsch) (28 лютого — 4 травня 1945);
- генерал кавалерії Р. Кох-Ерпах (нім. Rudolf Koch-Erpach) (6 — 8 травня 1945).